# Ворд (Південна Дакота)
Ворд (англ. Ward) — місто (англ. town) в США, в окрузі Муді штату Південна Дакота. Населення — 34 особи (2020).

## Географія
Ворд розташований за координатами 44°9′17″ пн. ш. 96°27′45″ зх. д. / 44.15472° пн. ш. 96.46250° зх. д. (44.154813, -96.462592).  За даними Бюро перепису населення США в 2010 році місто мало площу 0,75 км², уся площа — суходіл.

## Демографія
Згідно з переписом 2010 року, у місті мешкало 48 осіб у 17 домогосподарствах у складі 12 родин. Густота населення становила 64 особи/км².  Було 21 помешкання (28/км²).
Расовий склад населення:
| - 93,8 % — білих - 2,1 % — корінних американців |

До двох чи більше рас належало 4,2 %. Частка іспаномовних становила 0,0 % від усіх жителів.
За віковим діапазоном населення розподілялося таким чином: 27,1 % — особи молодші 18 років, 60,4 % — особи у віці 18—64 років, 12,5 % — особи у віці 65 років та старші. Медіана віку мешканця становила 40,0 року. На 100 осіб жіночої статі у місті припадало 108,7 чоловіків;  на 100 жінок у віці від 18 років та старших — 118,8 чоловіків також старших 18 років.
Середній дохід на одне домашнє господарство  становив 48 912 долари США (медіана — 55 729), а середній дохід на одну сім'ю — 51 174 долари (медіана — 55 938). За межею бідності перебувало 2,0 % осіб, у тому числі 0,0 % дітей у віці до 18 років та 0,0 % осіб у віці 65 років та старших.
Цивільне працевлаштоване населення становило 31 особа. Основні галузі зайнятості: сільське господарство, лісництво, риболовля — 41,9 %, освіта, охорона здоров'я та соціальна допомога — 25,8 %, виробництво — 22,6 %.